# 狭叶八月瓜
狭叶八月瓜（学名：Holboellia latifolia var. angustifolia）为木通科八月瓜属下的一个变种。

## 扩展阅读
- 維基物種上的相關：狭叶八月瓜